# Liste der Baudenkmale in Oldenburg (Oldb) – Flughafensiedlung
In der Liste der Baudenkmale in Oldenburg (Oldb) – Flughafensiedlung stehen alle Baudenkmale in der Flughafensiedlung in Oldenburg (Oldb). Der Stand der Liste ist das Jahr 2022.

## Allgemein
In den Spalten befinden sich folgende Informationen:
- Lage: die Adresse des Baudenkmales und die geographischen Koordinaten. Kartenansicht, um Koordinaten zu setzen. In der Kartenansicht sind Baudenkmale ohne Koordinaten mit einem roten Marker dargestellt und können in der Karte gesetzt werden. Baudenkmale ohne Bild sind mit einem blauen Marker gekennzeichnet, Baudenkmale mit Bild mit einem grünen Marker.
- Bezeichnung: Bezeichnung des Baudenkmales
- Beschreibung: die Beschreibung des Baudenkmales. Unter § 3 Abs. 2 NDSchG werden Einzeldenkmale und unter § 3 Abs. 3 NDSchG Gruppen baulicher Anlagen und deren Bestandteile ausgewiesen.
- ID: die Objekt-ID des Baudenkmales
- Bild: ein Bild des Baudenkmales, ggf. zusätzlich mit einem Link zu weiteren Fotos des Baudenkmals im Medienarchiv Wikimedia Commons. Wenn man auf das Kamerasymbol klickt, können Fotos zu Baudenkmalen aus dieser Liste hochgeladen werden:

Zurück zur Hauptliste
| Lage                       | Bezeichnung | Beschreibung | ID       | Bild |
| -------------------------- | ----------- | --- | -------- | ---- |
| 53° 10′ 24″ N, 8° 9′ 39″ O | Grünbereich | Grünbereiche der 1952–1953 erbauten Flughafensiedlung. Zu jedem Haus gehörend ein rückwärtiger Hausgarten, ehemals alle mit Jägerzäunen eingefriedet. Darin jeweils ein eingeschossiger Schuppen, bei den Doppelhäusern zwischen den Häusern an der Straße angeordnet, in der Rousseaustraße und Rollandstraße rückwärtig angebaut, ansonsten im hinteren Teil des Gartens, soweit möglich als Doppelschuppen für jeweils zwei Häuser. Vor den Reihenhäusern ebenfalls eingefriedete Vorgärten, vor den Doppelhäusern Gemeinschaftsgrün. Ferner Grünstreifen mit Bäumen zwischen Verdistraße und Rembrandtstraße sowie zwischen Ibsenstraße und Rubensstraße. Gehölze am Rand der Siedlung, insbesondere entlang der Gaußstraße, Leibnizstraße und zur Ofener August-Hinrichs-Straße. | 37465688 | BW   |

## Andersenstraße
Zeile aus Reihenhäusern in Backstein, auf der Straßenseite eingeschossig, auf der Gartenseite zweigeschossig, unter Satteldach. Jedes Haus mit Eingang links, links daneben einem kleinen Fenster, und einer Zweifenstergruppe rechts, im Dach je eine Giebelgaupe. Zu jedem Haus gehörend ein Vorgarten und ein rückwärtiger Garten zur Thorvaldsenstraße, dort im hinteren Bereich für jeweils zwei Häuser gemeinsam ein Backsteinschuppen unter Flachdach. Erbaut 1952–1953, Architekten: Karl-Josef Pfeiffer, Bruno Hofmann.

| Lage                                                     | Bezeichnung | Beschreibung | ID       | Bild |
| -------------------------------------------------------- | ----------- | ------------ | -------- | ---- |
| Andersenstraße 1/3/5/7/9/11 53° 10′ 25″ N, 8° 9′ 47″ O   | Häuserzeile |              | 37474766 | BW   |
| Andersenstraße 13/15/17/19/21 53° 10′ 24″ N, 8° 9′ 48″ O | Häuserzeile |              | 37474794 | BW   |
| Andersenstraße 23/25/27 53° 10′ 23″ N, 8° 9′ 49″ O       | Häuserzeile |              | 37474822 | BW   |

## Byronstraße
Zeile aus Reihenhäusern in Backstein, auf der Straßenseite eingeschossig, auf der Gartenseite zweigeschossig, unter Satteldach. Jedes Haus mit Eingang links, links daneben einem kleinen Fenster, und einer Zweifenstergruppe rechts, im Dach je eine Giebelgaupe. Zu jedem Haus gehörend ein Vorgarten und ein rückwärtiger Garten zur Thorvaldsenstraße, dort im hinteren Bereich für jeweils zwei Häuser gemeinsam ein Backsteinschuppen unter Flachdach. Erbaut 1952–1953, Architekten: Karl-Josef Pfeiffer, Bruno Hofmann.

| Lage                                                 | Bezeichnung | Beschreibung | ID       | Bild |
| ---------------------------------------------------- | ----------- | ------------ | -------- | ---- |
| Byronstraße 2/4/6/8/10/12 53° 10′ 34″ N, 8° 9′ 41″ O | Häuserzeile |              | 37474904 | BW   |
| Byronstraße 14/16/18 53° 10′ 33″ N, 8° 9′ 43″ O      | Häuserzeile |              | 37474931 | BW   |

## Dürerstraße
Doppelhaus. Traufständiger zweigeschossiger Backsteinbau unter Satteldach. Im Erdgeschoss mittig vier größere Fenster und weiter außen je ein kleineres, im Obergeschoss vier Zweifenstergruppen. Auf jeder Seite eingeschossiger zurückgesetzter Anbau unter Flachdach, als Eingang und Schuppen dienend. Vorgarten und rückwärtiger Hausgarten. Erbaut 1952–1953, Architekten: Karl-Josef Pfeiffer, Bruno Hofmann.

| Lage                                           | Bezeichnung | Beschreibung | ID       | Bild |
| ---------------------------------------------- | ----------- | ------------ | -------- | ---- |
| Dürerstraße 1 / 3 53° 10′ 28″ N, 8° 9′ 36″ O   | Wohnhaus    |              | 37474010 | BW   |
| Dürerstraße 5 / 7 53° 10′ 27″ N, 8° 9′ 37″ O   | Wohnhaus    |              | 37474037 | BW   |
| Dürerstraße 6 / 8 53° 10′ 26″ N, 8° 9′ 37″ O   | Wohnhaus    |              | 37474199 | BW   |
| Dürerstraße 9 / 11 53° 10′ 27″ N, 8° 9′ 38″ O  | Wohnhaus    |              | 37474064 | BW   |
| Dürerstraße 10 / 12 53° 10′ 26″ N, 8° 9′ 38″ O | Wohnhaus    |              | 37474226 | BW   |
| Dürerstraße 13 / 15 53° 10′ 26″ N, 8° 9′ 40″ O | Wohnhaus    |              | 37474091 | BW   |
| Dürerstraße 14 / 16 53° 10′ 25″ N, 8° 9′ 39″ O | Wohnhaus    |              | 37474253 | BW   |
| Dürerstraße 17 / 19 53° 10′ 25″ N, 8° 9′ 41″ O | Wohnhaus    |              | 37474118 | BW   |
| Dürerstraße 18 / 20 53° 10′ 24″ N, 8° 9′ 40″ O | Wohnhaus    |              | 37474280 | BW   |
| Dürerstraße 21 / 23 53° 10′ 25″ N, 8° 9′ 42″ O | Wohnhaus    |              | 37474145 | BW   |
| Dürerstraße 22 / 24 53° 10′ 24″ N, 8° 9′ 41″ O | Wohnhaus    |              | 37474307 | BW   |
| Dürerstraße 25 / 27 53° 10′ 24″ N, 8° 9′ 43″ O | Wohnhaus    |              | 37474172 | BW   |
| Dürerstraße 26 / 28 53° 10′ 23″ N, 8° 9′ 42″ O | Wohnhaus    |              | 37474334 | BW   |
| Dürerstraße 30 / 32 53° 10′ 22″ N, 8° 9′ 43″ O | Wohnhaus    |              | 37474361 | BW   |
| Dürerstraße 34 / 36 53° 10′ 22″ N, 8° 9′ 44″ O | Wohnhaus    |              | 37474388 | BW   |
| Dürerstraße 38 / 40 53° 10′ 21″ N, 8° 9′ 46″ O | Wohnhaus    |              | 37474415 | BW   |
| Dürerstraße 42 / 44 53° 10′ 20″ N, 8° 9′ 46″ O | Wohnhaus    |              | 37474442 | BW   |

## Lafontainestraße
Zeile aus Reihenhäusern in Backstein, auf der Straßenseite eingeschossig, auf der Gartenseite zweigeschossig, unter Satteldach. Jedes Haus mit Eingang links, links daneben einem kleinen Fenster, und einer Zweifenstergruppe rechts, im Dach je eine Giebelgaupe. Zu jedem Haus gehörend ein Vorgarten und ein rückwärtiger Garten zur Thorvaldsenstraße, dort im hinteren Bereich für jeweils zwei Häuser gemeinsam ein Backsteinschuppen unter Flachdach. Erbaut 1952–1953, Architekten: Karl-Josef Pfeiffer, Bruno Hofmann.

| Lage                                                         | Bezeichnung | Beschreibung | ID       | Bild |
| ------------------------------------------------------------ | ----------- | ------------ | -------- | ---- |
| Lafontainestraße 2/4/6/8/10/12/14 53° 10′ 28″ N, 8° 9′ 42″ O | Häuserzeile |              | 37475124 | BW   |
| Lafontainestraße 16/18/20/22 53° 10′ 29″ N, 8° 9′ 43″ O      | Häuserzeile |              | 37475151 | BW   |

## Molierestraße
Zeile aus Reihenhäusern in Backstein, auf der Straßenseite eingeschossig, auf der Gartenseite zweigeschossig, unter Satteldach. Jedes Haus mit Eingang links, links daneben einem kleinen Fenster, und einer Zweifenstergruppe rechts, im Dach je eine Giebelgaupe. Zu jedem Haus gehörend ein Vorgarten und ein rückwärtiger Garten zur Thorvaldsenstraße, dort im hinteren Bereich für jeweils zwei Häuser gemeinsam ein Backsteinschuppen unter Flachdach. Erbaut 1952–1953, Architekten: Karl-Josef Pfeiffer, Bruno Hofmann.

| Lage                                                      | Bezeichnung | Beschreibung | ID       | Bild |
| --------------------------------------------------------- | ----------- | ------------ | -------- | ---- |
| Molierestraße 2/4/6/8/10/12/14 53° 10′ 29″ N, 8° 9′ 40″ O | Häuserzeile |              | 37475070 | BW   |
| Molierestraße 16/18/20/22 53° 10′ 30″ N, 8° 9′ 41″ O      | Häuserzeile |              | 37475097 | BW   |

## Newtonstraße
Zeile aus Reihenhäusern in Backstein, auf der Straßenseite eingeschossig, auf der Gartenseite zweigeschossig, unter Satteldach. Jedes Haus mit Eingang links, links daneben einem kleinen Fenster, und einer Zweifenstergruppe rechts, im Dach je eine Giebelgaupe. Zu jedem Haus gehörend ein Vorgarten und ein rückwärtiger Garten zur Thorvaldsenstraße, dort im hinteren Bereich für jeweils zwei Häuser gemeinsam ein Backsteinschuppen unter Flachdach. Erbaut 1952–1953, Architekten: Karl-Josef Pfeiffer, Bruno Hofmann.

| Lage                                                  | Bezeichnung | Beschreibung | ID       | Bild |
| ----------------------------------------------------- | ----------- | ------------ | -------- | ---- |
| Newtonstraße 2/4/6/8/10/12 53° 10′ 32″ N, 8° 9′ 40″ O | Häuserzeile |              | 37474962 | BW   |
| Newtonstraße 14/16/18 53° 10′ 32″ N, 8° 9′ 42″ O      | Häuserzeile |              | 37474989 | BW   |

## Rembrandtstraße
Doppelhaus. Traufständiger zweigeschossiger Backsteinbau unter Satteldach. Im Erdgeschoss mittig vier größere Fenster und weiter außen je ein kleineres, im Obergeschoss vier Zweifenstergruppen. Auf jeder Seite eingeschossiger zurückgesetzter Anbau unter Flachdach, als Eingang und Schuppen dienend. Vorgarten und rückwärtiger Hausgarten. Erbaut 1952–1953, Architekten: Karl-Josef Pfeiffer, Bruno Hofmann

| Lage                                               | Bezeichnung | Beschreibung | ID       | Bild |
| -------------------------------------------------- | ----------- | ------------ | -------- | ---- |
| Rembrandtstraße 1 / 3 53° 10′ 23″ N, 8° 9′ 45″ O   | Wohnhaus    |              | 37474469 | BW   |
| Rembrandtstraße 5 / 7 53° 10′ 23″ N, 8° 9′ 46″ O   | Wohnhaus    |              | 37474496 | BW   |
| Rembrandtstraße 9 / 11 53° 10′ 22″ N, 8° 9′ 47″ O  | Wohnhaus    |              | 37474523 | BW   |
| Rembrandtstraße 13 / 15 53° 10′ 21″ N, 8° 9′ 48″ O | Wohnhaus    |              | 37474550 | BW   |

## Rollandstraße
Zeile aus Reihenhäusern in Backstein, auf der Straßenseite eingeschossig, auf der Gartenseite zweigeschossig, unter Satteldach. Jedes Haus mit Eingang links, links daneben einem kleinen Fenster, und einer Zweifenstergruppe rechts, im Dach je eine Giebelgaupe. Zu jedem Haus gehörend ein Vorgarten und ein rückwärtiger Garten zur Thorvaldsenstraße, dort im hinteren Bereich für jeweils zwei Häuser gemeinsam ein Backsteinschuppen unter Flachdach. Erbaut 1952–1953, Architekten: Karl-Josef Pfeiffer, Bruno Hofmann.

| Lage                                                      | Bezeichnung | Beschreibung | ID       | Bild |
| --------------------------------------------------------- | ----------- | ------------ | -------- | ---- |
| Rollandstraße 2/4/6/8/10/12/14 53° 10′ 26″ N, 8° 9′ 44″ O | Häuserzeile |              | 37475232 | BW   |
| Rollandstraße 16/18/20/22 53° 10′ 27″ N, 8° 9′ 46″ O      | Häuserzeile |              | 37475205 | BW   |

## Rousseaustraße
Zeile aus Reihenhäusern in Backstein, auf der Straßenseite eingeschossig, auf der Gartenseite zweigeschossig, unter Satteldach. Jedes Haus mit Eingang links, links daneben einem kleinen Fenster, und einer Zweifenstergruppe rechts, im Dach je eine Giebelgaupe. Zu jedem Haus gehörend ein Vorgarten und ein rückwärtiger Garten zur Thorvaldsenstraße, dort im hinteren Bereich für jeweils zwei Häuser gemeinsam ein Backsteinschuppen unter Flachdach. Erbaut 1952–1953, Architekten: Karl-Josef Pfeiffer, Bruno Hofmann.

| Lage                                                       | Bezeichnung | Beschreibung | ID       | Bild |
| ---------------------------------------------------------- | ----------- | ------------ | -------- | ---- |
| Rousseaustraße 2/4/6/8/10/12/14 53° 10′ 27″ N, 8° 9′ 43″ O | Häuserzeile |              | 37475178 | BW   |
| Rousseaustraße 16/18/20/22 53° 10′ 28″ N, 8° 9′ 45″ O      | Häuserzeile |              | 37475205 | BW   |

## Rubensstraße
Doppelhaus. Traufständiger zweigeschossiger Backsteinbau von sechs Achsen unter Satteldach. Im Erdgeschoss in den beiden mittleren Achsen zwei Doppelfenster, außen die Eingänge. Auf jeder Seite eingeschossiger zurückgesetzter Schuppenanbau unter Flachdach. Vorgarten und rückwärtiger Hausgarten.
Erbaut 1952–1953, Architekten: Karl-Josef Pfeiffer, Bruno Hofmann.

| Lage                                            | Bezeichnung | Beschreibung | ID       | Bild |
| ----------------------------------------------- | ----------- | ------------ | -------- | ---- |
| Rubensstraße 2 / 4 53° 10′ 20″ N, 8° 9′ 48″ O   | Wohnhaus    |              | 37474577 | BW   |
| Rubensstraße 6 / 8 53° 10′ 21″ N, 8° 9′ 50″ O   | Wohnhaus    |              | 37474604 | BW   |
| Rubensstraße 10 / 12 53° 10′ 21″ N, 8° 9′ 51″ O | Wohnhaus    |              | 37474631 | BW   |
| Rubensstraße 14 / 16 53° 10′ 22″ N, 8° 9′ 53″ O | Wohnhaus    |              | 37474658 | BW   |

## Shakespearestraße
Zeile aus Reihenhäusern in Backstein, auf der Straßenseite eingeschossig, auf der Gartenseite zweigeschossig, unter Satteldach. Jedes Haus mit Eingang links, links daneben einem kleinen Fenster, und einer Zweifenstergruppe rechts, im Dach je eine Giebelgaupe. Zu jedem Haus gehörend ein Vorgarten und ein rückwärtiger Garten zur Thorvaldsenstraße, dort im hinteren Bereich für jeweils zwei Häuser gemeinsam ein Backsteinschuppen unter Flachdach. Erbaut 1952–1953, Architekten: Karl-Josef Pfeiffer, Bruno Hofmann.

| Lage                                                       | Bezeichnung | Beschreibung | ID       | Bild |
| ---------------------------------------------------------- | ----------- | ------------ | -------- | ---- |
| Shakespearestraße 2/4/6/8/10/12 53° 10′ 35″ N, 8° 9′ 42″ O | Häuserzeile |              | 37474850 | BW   |
| Shakespearestraße 14/16/18 53° 10′ 34″ N, 8° 9′ 44″ O      | Häuserzeile |              | 37474877 | BW   |

## Spencerstraße
Zeile aus Reihenhäusern in Backstein, auf der Straßenseite eingeschossig, auf der Gartenseite zweigeschossig, unter Satteldach. Jedes Haus mit Eingang links, links daneben einem kleinen Fenster, und einer Zweifenstergruppe rechts, im Dach je eine Giebelgaupe. Zu jedem Haus gehörend ein Vorgarten und ein rückwärtiger Garten zur Thorvaldsenstraße, dort im hinteren Bereich für jeweils zwei Häuser gemeinsam ein Backsteinschuppen unter Flachdach. Erbaut 1952–1953, Architekten: Karl-Josef Pfeiffer, Bruno Hofmann.

| Lage                                                      | Bezeichnung | Beschreibung | ID       | Bild |
| --------------------------------------------------------- | ----------- | ------------ | -------- | ---- |
| Spencerstraße 2/4/6/8/10/12/14 53° 10′ 30″ N, 8° 9′ 38″ O | Häuserzeile |              | 37475016 | BW   |
| Spencerstraße 16/18/20/22 53° 10′ 31″ N, 8° 9′ 39″ O      | Häuserzeile |              | 37475043 | BW   |

## Thorwaldsenstraße
Zeile aus Reihenhäusern in Backstein, auf der Straßenseite eingeschossig, auf der Gartenseite zweigeschossig, unter Satteldach. Jedes Haus mit Eingang links, links daneben einem kleinen Fenster, und einer Zweifenstergruppe rechts, im Dach je eine Giebelgaupe. Zu jedem Haus gehörend ein Vorgarten und ein rückwärtiger Garten zur Thorvaldsenstraße, dort im hinteren Bereich für jeweils zwei Häuser gemeinsam ein Backsteinschuppen unter Flachdach. Erbaut 1952–1953, Architekten: Karl-Josef Pfeiffer, Bruno Hofmann.

| Lage                                                        | Bezeichnung | Beschreibung | ID       | Bild |
| ----------------------------------------------------------- | ----------- | ------------ | -------- | ---- |
| Thorwaldsenstraße 1/3/5/7/9/11 53° 10′ 26″ N, 8° 9′ 48″ O   | Häuserzeile |              | 37474685 | BW   |
| Thorwaldsenstraße 13/15/17/19/21 53° 10′ 24″ N, 8° 9′ 50″ O | Häuserzeile |              | 37474712 | BW   |
| Thorwaldsenstraße 23/25/27/29 53° 10′ 23″ N, 8° 9′ 51″ O    | Häuserzeile |              | 37474739 | BW   |